# Liste der Feldzüge im Großen Nordischen Krieg
Die Liste der Feldzüge im Großen Nordischen Krieg enthält alle militärischen Operationen, die sich während der Zeit von 1700 bis 1721 im nordöstlichen Europa ereigneten. Mithin sind für die aufgeführten Feldzüge ein andauernder Zeitraum von mehreren Monaten, Operationsreichweiten von mehreren hundert Kilometern sowie mehrere Gefechte und Schlachten typisch. In der Epoche der Kabinettskriege (etwa 1650 bis 1800), in der die Kriegshandlungen im Winter unterbrochen wurden, bedeute dies, dass ein „Feldzug“ die Kriegsoperationen zwischen zwei Winterlagern bezeichnete.

## Forschungsstand zur taktischen Operationsführung zum Großen Nordischen Krieg
Einzelne Operationen detailliert auf taktischer Ebene nachzuvollziehen ist mit der vorhandenen Literatur nicht möglich. Einerseits weist die Historiographie des 19. Jahrhunderts den Mangel auf, Militärzüge nur von einer Seite aus zu betrachten und die Handlungen des Kriegsgegners zu vernachlässigen. Andererseits gibt es kaum oder nur sehr wenige aktuelle Publikationen zum Großen Nordischen Krieg, in der versucht wird, eine vollständige Operationsgeschichte zum Krieg nachzuzeichnen. Aus diesem Grund gibt es bis heute keine vollständige Nomenklatur oder Zeitangaben für die einzelnen Feldzüge. Es überwiegt die Bezeichnung nach den einzelnen Regionen in zusammengesetzter Form, also beispielsweise Pommernfeldzug oder Livlandfeldzug.
Dies zeigt aber auch die enge des Betrachtungswinkels auf, da sich die Einteilung nach geografischen Regionen nur auf die begrenzte Zielsetzung der aktiven Kriegspartei bezieht, die ihrerseits aber in einem größeren Gesamtzusammenhang operierte. So kommt in dem Begriff Livlandfeldzug zwar das Feldzugsziel einer Kriegspartei zum Ausdruck zum Beispiel diese Provinz zu erobern, die reagierende gegnerische Partei entwickelte aber ebenso eigene Pläne und Zielsetzungen, so dass im weiteren Verlauf des Feldzugs ein ganz anderer Operationscharakter entsteht, der bei jetziger Betrachtungsweise dazu führt, vernachlässigt zu werden. Insbesondere die russischen Feldzugsoperationen werden so nicht adäquat berücksichtigt und bleiben bisher im Dunkeln der Geschichte zurück.
Neben der offenen Problematik der einseitigen Feldzugsanalysen in der Literatur gibt es darüber hinaus die ungelöste Thematik zur geografischen Eingrenzung einzelner Feldzüge. Die Geschichtsschreibung hierzu betrachtet vorwiegend den örtlichen Bezugspunkt, also beschreibt die rationalen Handlungen der Kommandeure aus lokaler und nicht strategischer Sicht. So entschieden Kommandeure aufgrund von Nahrungsmangel oder aufgrund des Fehlens bestimmter Ausrüstungsgegenstände und nicht aufgrund übergeordneter Beweggründe. Dieses Denken der Kommandeure kann so nicht stattgefunden haben, da sie den elementaren Wesenszügen von Militärs, die geschult im taktischen Denken sind widerspricht. Diese Geschichtsmethodik führt aber im Ergebnis dazu, dass fast alle thematisch auffindbaren Publikationen Schlachten und Belagerungsdarstellungen häufig detailliert dokumentieren. Taktische Analysen, die die Grundlage für Feldzugsbeschreibungen sind, finden auf einem ganz rudimentären Level statt. Die übergeordnete Ebene, also die Aufstellung einzelner Truppenkontingente, die damit verbundene Deckung von Territorien oder strategischen Punkten blieb bisher in der Betrachtung ausgeklammert und bilden schwarze Flecken in der Historiographie zum Großen Nordischen Krieg. Die Analyse der taktischen Operationsführung steckt daher in den Kinderschuhen. Die hier benutzten Feldzugseinteilungen sind daher zwar konform mit der vorhandenen Geschichtsliteratur, sind aber aus taktischer Sicht unzureichend und aus Forschungsperspektive noch nicht final eingeteilt.

## Feldzüge
| Bild | Feldzug                                                  | Beginn            | Ende                 | Beteiligte Staaten                                   | Ziel(e)                                                                                   | Ergebnis(se)                                                                                                 | Kampfhandlungen |
| ---- | -------------------------------------------------------- | ----------------- | -------------------- | ---------------------------------------------------- | ----------------------------------------------------------------------------------------- | --- | --- |
|      | Sächsischer Livlandfeldzug                               | 12. Februar 1700  | 17. Oktober 1700     | Sachsen, Schweden                                    | Eroberung von Schwedisch-Livland                                                          | sächsischer Rückzug                                                                                          | Gefecht bei Jungfernhof, Belagerung von Riga (1700) |
|      | Holsteinfeldzug                                          | 17. März 1700     | 18. August 1700      | Schweden, Dänemark                                   | Dänische Eroberung von Schleswig-Holstein-Gottorf                                         | Schweden zwingt Dänemark zum Frieden von Traventhal                                                          | Dänischer Einfall in Holstein-Gottorp, Landung bei Humlebæk, Bombardierung von Kopenhagen (1700) |
|      | Russischer Narvafeldzug 1700                             | September 1700    | 30. November 1700    | Schweden, Russland                                   | Eroberung eines Küstenstreifens für Russland                                              | Narva wird erfolglos belagert                                                                                | Belagerung von Narva |
|      | Narvafeldzug Karls XII.                                  | Ende Oktober 1700 | 30. November 1700    | Schweden, Russland                                   | Entsatz Narvas                                                                            | Narva wird erfolgreich entsetzt und Schwedisch-Livland vorerst gesichert                                     | Gefecht am Pühhajoggi-Pass, Gefecht bei Varja, Schlacht bei Narva |
|      | Russische Einfälle in Livland 1701                       | September 1701    | 30. Dezember 1701    | Schweden, Russland                                   | Unterstützung Sachsen-Polens durch Entlastungsangriffe                                    | zunehmende Schwächung der schwedischen Verteidigungskraft                                                    | Gefechte bei Rauge, Schlacht von Erastfer |
|      | Schwedischer Einfall in Kurland 1701                     | 17. Juni 1701     |                      | Schweden, Russland, Sachsen-Polen, Herzogtum Kurland | „Bestrafung“ und Absetzung August II.                                                     | Besetzung des Herzogtums Kurland durch Schweden                                                              | Schlacht an der Düna, Eroberung von Mitau, Eroberung von Kokenhusen und Dünamünde |
|      | Polenfeldzug Karls XII. (1702)                           | 23. März 1702     | 31. Juli 1702        | Schweden, Sachsen-Polen,                             | Besetzung Polens und Absetzung von August II.                                             | schwedische Kontrolle der Residenzstadt Warschau und der Krönungsstadt Krakau                                | Schlacht bei Klissow, Einnahme von Krakau |
|      | Russischer Livland- und Newafeldzug (1702)               | Juli 1702         | Ende Oktober 1702    | Schweden, Russland                                   | russische Kontrolle über Ingermanland                                                     | russischer Zugang zur Newa                                                                                   | Gefecht bei Hummelshof, Belagerung von Nöteborg, Seegefechte auf dem Ladogasee |
|      | Polenfeldzug Karls XII. (1703)                           | März 1703         | Ende Dezember 1703   | Schweden, Sachsen-Polen                              | Abwehr eines sächsischen Angriffs und Vernichtung der neu aufgestellten sächsischen Armee | vollständige Kontrolle Polens durch Schweden                                                                 | Schlacht von Pułtusk (1703), Belagerung von Thorn |
|      | Newafeldzug (1703)                                       | März 1703         | Ende Juli 1703       | Schweden, Russland                                   |                                                                                           | russische Kontrolle des Newaumlandes                                                                         | Belagerung von Nyenschanz, Schlacht von Systerbäck, |
|      | Polenfeldzug Karls XII. (1704)                           | Ende Mai 1704     | Anfang November 1704 | Schweden, Sachsen-Polen, Russland                    | Königswahl schützen und den Anspruch des schwedischen Kandidaten durchsetzen              | erneute Kontrolle Warschaus und Zurückdrängung der Sachsen durch Karl XII.                                   | Einnahme von Warschau, Erstürmung von Lemberg, Schlacht bei Punitz |
|      | Litauische Adelsfehde im Großen Nordischen Krieg         |                   |                      | Schweden, Litauen, Russen                            |                                                                                           | erneute Zurückdrängung der Oginskis aus Litauen                                                              | Gefecht bei Saladen, Schlacht bei Jakobstadt, Eroberung von Birse |
|      | Feldzug im Baltikum (1704)                               | Anfang Mai 1704   | August 1704          | Schweden, Russen                                     |                                                                                           | russische Eroberungen eines Teils von Livland                                                                | Kämpfe auf dem Peipussee, Belagerung von Tartu (1704), Belagerung von Narva (1704), Schlacht bei Wesenberg (1704), Angriffe auf Sankt Petersburg                                                                                       |
|      | Grodnofeldzug (1705/1706)                                | Juli 1705         | Oktober 1706         | Schweden, Russen, Sachsen-Polen                      | Zurückdrängung der Schweden aus Polen                                                     | schwedischer Sieg, Durchsetzung des schwedischen Kandidaten für die polnische Krone, Frieden von Altranstädt | Schlacht bei Gemauerthof, Belagerung von Mitau, Eroberung von Bauske, Schlacht bei Rakowitz, Blockade von Grodno, Schlacht bei Fraustadt, Gefecht in Njaswisch, Schlacht bei Klezk, Belagerung von Ljachawitschy, Schlacht bei Kalisch |
|      | Russlandfeldzug Karls XII.                               | Januar 1708       | Juli 1709            | Schweden, Russen, Polen, Kosakenstaat                | Russland zum Frieden zwingen                                                              | Kriegswende zugunsten Russlands                                                                              | Schlacht von Golowtschin, Schlacht bei Moljatitschi, Schlacht bei Rajowka, Schlacht bei Lesnaja, Schlacht bei Koniecpol, Belagerung und Erstürmung von Weprik, Gefecht bei Krasnokutsk, Schlacht bei Poltawa                           |
|      | Schonenfeldzug (1709/1710)                               |                   |                      | Schweden, Dänen                                      | Eroberung Südschwedens                                                                    | Abwehr der dänischen Invasion                                                                                | Schlacht bei Helsingborg |
|      | Feldzug im Baltikum (1710)                               |                   |                      | Schweden, Russland                                   |                                                                                           | | Belagerung von Riga (1709), Belagerung von Pernau, Belagerung von Reval |
|      | Pruthfeldzug                                             |                   |                      | Osmanisches Reich, Russland                          |                                                                                           | | |
|      | Pommernfeldzug (1711/1712)                               |                   |                      | Schweden, Russland                                   |                                                                                           | | Belagerung von Stralsund (1711), Gefecht bei Lübow, Seegefechte im Greifswalder Bodden (1712), Belagerung von Stettin (1713) |
|      | Bremen-Verden Feldzug (1712)                             |                   |                      | Schweden, Dänemark                                   |                                                                                           | | Belagerung von Stade |
|      | Stenbockscher Feldzug                                    |                   |                      | Schweden, Dänemark, Sachsen, Russland                |                                                                                           | | Seeschlacht vor Rügen (1712), Schlacht bei Gadebusch, Einäscherung von Altona, Belagerung von Tönning (1713) |
|      | Russische Flottenoperation im Bottnischen Meerbusen 1714 |                   |                      | Schweden, Russland                                   |                                                                                           | | |
|      | Finnlandfeldzug                                          |                   |                      | Schweden, Russland                                   |                                                                                           | | Seegefecht bei Hogland, Schlacht bei Pälkäne, Schlacht bei Storkyro, Seeschlacht bei Hanko |
|      | Pommernfeldzug 1715/1716                                 |                   |                      | Schweden, Dänemark, Sachsen, Russland                |                                                                                           | | Seeschlacht bei Fehmarn (1715), Belagerung von Wismar (1715), Seegefechte im Greifswalder Bodden (1715), Belagerung von Stralsund (1715), Seeschlacht bei Jasmund (1715), Erstürmung der Peenemünder Schanze, Schlacht bei Stresow     |
|      | Norwegenfeldzug (1716)                                   |                   |                      | Schweden, Dänemark                                   |                                                                                           | | Angriff auf Frederikshald (1716), Seegefecht im Dynekilen-Fjord |
|      | Norwegenfeldzug (1718)                                   | August 1718       | Januar 1719          | Schweden, Dänemark                                   |                                                                                           | | Belagerung von Frederikshald, Todesmarsch der Karoliner |
|      | Russische Verwüstungen in Schweden 1719 bis 1721         | 1719              | 1721                 | Schweden, Russland                                   |                                                                                           | | Seegefecht bei Ösel, Gefecht bei Södra Stäket, Überfall auf Sundsvall, Seeschlacht bei Grönham |